# Josh Lewsey
Owen Joshua Lewsey MBE (* 30. November 1976 in Bromley) ist ein ehemaliger englischer Rugby-Union-Spieler, der auf den Positionen Schlussmann und Außendreiviertel eingesetzt wurde. Er war für die englische Nationalmannschaft und die London Wasps aktiv.

## Karriere
Obwohl Lewsey in England geboren wurde und aufgewachsen ist, hätte er auch für die walisische Nationalmannschaft spielen können, da seine Eltern walisische Vorfahren haben. Er entschied sich letztlich aber für das englische Team. Er stieß mit 18 Jahren zu den London Wasps, wo er bis heute spielt.
Sein erstes Länderspiel bestritt er 1998, als England auf Australien traf. 2001 beendete er seine Ausbildung an der Royal Military Academy Sandhurst und leistete zwei Jahre lang seinen Militärdienst als Officer ab, bevor er sich dem professionellen Rugby widmete.
Bei den Six Nations 2003 spielte er wieder für England aufgrund einer Verletzung von Jason Robinson, wobei er im Spiel gegen Italien zwei Versuche erzielte. Im nächsten Spiel gegen Schottland gelang ihm ein weiterer Versuch. Am Ende des Turniers feierte er mit der Mannschaft den Gewinn des Grand Slam. Im folgenden nahm er an den Commonwealth Games 2002 im Siebener-Rugby teil.
Im Vorfeld der Weltmeisterschaft 2003 gehörte er zur Stammformation bei den Testspielen gegen Neuseeland und Australien. Er wurde nun als Schlussmann eingesetzt, da Jason Robinson auf die Außendreiviertelposition gewechselt war. Bei der WM spielte Lewsey eine tragende Rolle und erzielte gegen Uruguay fünf Versuche. Mit dem Titelgewinn feierte er den größten Erfolg seiner Karriere.
Bei den Six Nations 2004 wurde er beim Spiel gegen Schottland zum Spieler des Tages gewählt. Im Turnierverlauf erzielte er zwei Versuche, einen gegen Italien und einen gegen die Schotten. Im folgenden Jahr war er erstmals Teil der Neuseeland-Tour der British and Irish Lions, wobei ihm auch hier zwei Versuche gelangen, die jedoch nicht den Weg in seine Statistik fanden, da sie in einem Testspiel gegen eine regionale Auswahl erzielt wurden.
2006 bekam er von Trainer Brian Ashton eine Pause, während die Nationalmannschaft im Sommer einige Länderspiele bestritt. Lewsey nutzte die Zeit, um im Himalaya klettern zu gehen. Er informierte allerdings nicht seinen Heimatverein aus London, da dieser seine Expedition kaum zugelassen hätte.
Bei den Weltmeisterschaften 2007 war Lewsey erneut Teil des englischen Kaders und bestritt bis zu einer Verletzung im Halbfinale gegen Frankreich alle Spiele. Gegen die Franzosen legte er durch seinen Versuch in der zweiten Minuten früh den Grundstein zum Finaleinzug der Engländer. Im Jahr 2008 gehörte er unter dem neuen Trainer Martin Johnson zum erweiterten Kreis der Nationalmannschaft, kam jedoch zu keinem weiteren Einsatz. Am Ende des Jahres gab er seinen Rücktritt vom internationalen Rugby bekannt. Am Ende der Saison 2008/09 hörte er auch mit dem Clubrugby auf und wird sich dem Bergsteigen widmen, bevor er bei dem Unternehmen PricewaterhouseCoopers als Berater tätig sein wird.